# 村上康則
村上 康則（むらかみ やすのり、1983年12月30日 - ）は、日本の陸上競技選手。中・長距離種目専門。福島県いわき市出身。順天堂大学卒業、元富士通陸上競技部所属、身長 178cm、体重 64kg 。
1500m で、2005年、アジア選手権4位、2009年、東アジア競技大会金メダル、2010年、日本選手権優勝等で活躍、日本歴代6位の記録を残した。また、2006年、箱根駅伝の順天堂大学往路優勝時の4区区間賞など駅伝でも活躍。2016年3月、現役引退。

## 経歴
中学1年生の時、バスケットボール部に所属していたが、その足の速さと持久力の才能に目をつけた陸上競技部の先生から駅伝競走に誘われ、当時福島県でトップだった選手に迫る好記録を残し、その後3年間に県大会2位、東北大会にも出場した。3年生の時、陸上競技部の友達から駅伝の強豪校である田村高等学校に誘われた。厳しい練習をこなしながら、徐々に長距離ランナーとして力をつけ、高校1年生時には平凡だった記録も、2年生の冬には部内でも上位の選手となる。この頃、周囲から勧められ中距離にも挑戦。練習でも短い距離のほうが得意だったため、3年生の春先から 5000m と 1500m も走るようになりインターハイ 1500m 入賞の成績を残したが駅伝も続け、「箱根駅伝を走りたい」と順天堂大学へ進学した。
箱根駅伝には4年連続出場。2006年1月、4年生時の第82回箱根駅伝では、この年から距離が短縮され唯一20kmを下回る区間となった4区を走り区間賞を獲得。4区短縮の背景には「中距離で活躍する選手にも箱根に出場する機会を与えたい」という関東学連の意向があり、村上の区間賞獲得はその意向に沿う形となった。タスキをつないだ5区の今井正人の快走もあり、この年順天堂大学は往路優勝をした。
駅伝のために当初は 5000m や 10000m に出場していたが、大学2年生の時たまたま出た順天堂大学記録会の 1500m では、関東インカレの標準記録を切り、3・4年生時には日本インカレ 1500m を制した。4年生の時に日本選手権に初出場し2位、富士通陸上競技部所属1年目の日本選手権でも2位と日本一も時間の問題と思われていたものの、2年目は怪我のために痛み止めを打って無理やり走る状態だった。2009年の日本選手権は、世界選手権出場がかかっていたが、気負い過ぎて練習をやり過ぎてしまい調整に失敗して5位に終わった。こうした失敗を教訓に調整に注意し、2009年12月、東アジア競技大会で、上野裕一郎（エスビー食品）に勝ち優勝したことを自信に、1年間は駅伝も走らず翌年の日本選手権に集中した。
2010年6月、第94回日本陸上競技選手権大会 1500m 決勝は、上野の他、小林史和（NTN）、井野洋（富士通）らと争い優勝した。日本トップクラスの中距離ランナーとして日本選手権に出場し続けた6年間にわたるチャレンジの末に勝ち取った悲願の初優勝だった。 その結果から広州アジア大会に 1500m 日本代表として出場した。
2016年3月末、現役を引退。引き続き富士通に勤務。
2017年9月、福島市で開催されたジャパンパラ陸上競技大会で、視覚障害の和田伸也が予定していたガイドランナーの故障により、急遽、村上が代役の依頼を受け 800m と 1500m に伴走者として出場。 800m で和田はクラス T11 のアジア記録・日本記録を更新した。

## 選手としての特徴
2006年の日本選手権 1500m 決勝を分析した門野洋介（当時：筑波大学大学院人間総合科学研究科）他の研究報告によると、ピッチ走法である村上のこの時のピッチは、「最大で 0～100m 区間の 3.70 steps/s 、次いで 1300～1400m 区間の 3.61 steps/s 」。またこの時優勝した小林史和との比較で、次のように報告されている。「800～900m 区間において、村上選手はストライドを増大させることで走スピードを増大し、一方小林選手はピッチを増大させることで村上選手の走スピード増大に対応していた。走スピードの増大に対して、村上選手はストライドの増大で、一方小林選手はピッチの増大で対応していた。」、「両選手のストライドとピッチを比較すると、小林選手は村上選手に比べてストライドが大きく、一方村上選手は小林選手に比べてピッチが大きい。」。

## 自己ベスト
| 種目           | 記録          | 年月日        | 大会                                      | 備考        |
| -------------- | ------------- | ------------- | ----------------------------------------- | ----------- |
| 1500m          | 3分38秒9      | 2008年7月26日 | 第17回 Putbos Memorial Léon Buyle Meeting | 日本歴代6位 |
| 3000m          | 7分58秒28     |               |                                           | [ 2 ]       |
| 5000m          | 13分44秒30    | 2012年5月     | 第23回ゴールデンゲームズ in のべおか      | [ 1 ] [ 2 ] |
| 10000m         |               |               |                                           |             |
| ハーフマラソン |               |               |                                           |             |
| マラソン       | 2時間19分30秒 | 2015年        | 長井マラソン                              |             |

## 主な成績

### 国際大会
| 年月                         | 大会                                      | 開催地               | 種目  | 順位 | 記録       | 備考           |
| ---------------------------- | ----------------------------------------- | -------------------- | ----- | ---- | ---------- | -------------- |
| 2005年8月                    | 第23回ユニバーシアード競技大会            | トルコ・イズミル     | 1500m | 予選 | 3分46秒27  | [ 8 ]          |
| 2005年8月                    | 第23回ユニバーシアード競技大会            | トルコ・イズミル     | 5000m | 18位 | 14分41秒48 | [ 8 ]          |
| 2005年9月                    | 第16回アジア陸上競技選手権大会            | 韓国仁川             | 1500m | 4位  | 3分46秒80  | [ 9 ]          |
| 2008年7月                    | 第17回 Putbos Memorial Léon Buyle Meeting | ベルギー・オーデゲム | 1500m |      | 3分38秒9   | PB 日本歴代6位 |
| 2009年12月                   | 第5回東アジア競技大会                     | 中国香港             | 1500m | 1位  | 3分46秒24  | GR             |
| 2010年11月                   | 第16回アジア競技大会                      | 中国広州市           | 1500m | 予選 | 3分46秒72  | [ 12 ]         |
| 2010年11月                   | 第16回アジア競技大会                      | 中国広州市           | 1500m | 9位  | 3分46秒14  | [ 12 ]         |
| GR 大会記録 \| PB 自己ベスト |                                           |                      |       |      |            |                |

### 国内大会

#### トラック
| 年            | 大会                           | 種目      | 順位 | 記録       | 備考   |
| ------------- | ------------------------------ | --------- | ---- | ---------- | ------ |
| 2004          | 関東インカレ                   | 1部 1500m | 1位  | 3分49秒52  |        |
| 2004          | 日本インカレ                   | 1500m     | 1位  | 3分44秒74  |        |
| 2005          | 日本選手権                     | 1500m     | 2位  | 3分40秒59  |        |
| 2005          | 日本インカレ                   | 1500m     | 1位  | 3分44秒08  |        |
| 2006          | 日本選手権                     | 1500m     | 2位  | 3分42秒37  |        |
| 2007          | 日本選手権                     | 1500m     | 12位 |            | [ 1 ]  |
| 2008          | 織田記念国際                   | 1500m     | 2位  | 3分46秒57  | [ 13 ] |
| 2008          | 日本選手権                     | 1500m     | 3位  | 3分50秒22  |        |
| 2009          | 織田記念国際                   | 1500m     |      |            |        |
| 2009          | 日本選手権                     | 1500m     | 5位  |            | [ 1 ]  |
| 2010          | 日本選手権                     | 1500m     | 1位  | 3分45秒76  |        |
| 2011          | 日本選手権                     | 1500m     | 8位  | 3分49秒89  | [ 14 ] |
| 2012          | ゴールデンゲームズ in のべおか | 5000m     |      | 13分44秒30 | PB     |
| 2012          | 日本選手権                     | 1500m     | 欠場 |            | [ 15 ] |
| 2013          | 兵庫リレーカーニバル           | 1500m     | 6位  | 3分51秒44  | [ 16 ] |
| 2013          | 日本選手権                     | 5000m     | 12位 | 14分01秒77 | [ 17 ] |
| 2014          | 日本選手権                     | 5000m     | 22位 | 14分00秒32 | [ 18 ] |
| PB 自己ベスト |                                |           |      |            |        |

#### マラソン
| 年            | 大会               | 順位  | 記録          | 備考   |
| ------------- | ------------------ | ----- | ------------- | ------ |
| 2015          | びわ湖毎日マラソン | 127位 | 2時間33分43秒 | [ 19 ] |
| 2015          | 長井マラソン       | 1位   | 2時間19分30秒 | [ 20 ] |
| PB 自己ベスト |                    |       |               |        |

#### その他
| 年            | 大会                         | 種目    | 順位 | 記録     | 備考   |
| ------------- | ---------------------------- | ------- | ---- | -------- | ------ |
| 2012          | 千葉国際クロスカントリー大会 | 一般4km | 1位  | 11分54秒 | [ 21 ] |
| PB 自己ベスト |                              |         |      |          |        |

#### 駅伝
| 年   | 大会             | チーム     | 区間 | 距離   | 区間順位 | 記録          | 備考            |
| ---- | ---------------- | ---------- | ---- | ------ | -------- | ------------- | --------------- |
| 2001 | 全国男子駅伝     | 福島県     | 5区  |        | 15位     | 25分51秒      | [ 22 ]          |
| 2002 | 全国男子駅伝     | 福島県     | 1区  |        | 18位     | 20分36秒      | [ 22 ]          |
| 2003 | 箱根駅伝         | 順天堂大学 | 1区  |        | 19位     | 1時間05分26秒 | [ 23 ]          |
| 2004 | 箱根駅伝         | 順天堂大学 | 1区  |        | 18位     | 1時間05分38秒 | [ 24 ]          |
| 2004 | 出雲駅伝         | 順天堂大学 | 2区  | 5.8km  | 区間賞   | 16分35秒      | [ 25 ]          |
| 2004 | 全日本大学駅伝   | 順天堂大学 | 2区  | 13.2km | 11位     |               | [ 26 ]          |
| 2005 | 箱根駅伝         | 順天堂大学 | 1区  |        | 5位      | 1時間03分19秒 | [ 27 ]          |
| 2005 | 出雲駅伝         | 順天堂大学 | 2区  |        | 8位      | 17分10秒      | [ 28 ]          |
| 2006 | 箱根駅伝         | 順天堂大学 | 4区  |        | 区間賞   | 55分20秒      | 往路優勝        |
| 2013 | 全国男子駅伝     | 千葉県     | 3区  | 8.5km  | 31位     | 24分46秒      | [ 22 ]          |
| 2014 | ふくしま駅伝     | いわき市   | 4区  | 7.3km  | 区間賞   | 21分12秒      | 区間新 総合優勝 |
| 2015 | ニューイヤー駅伝 | 富士通     | 6区  | 12.5km | 3位      | 38分08秒      | [ 32 ]          |
| 2017 | ふくしま駅伝     | いわき市   | 4区  | 7.3km  | 区間賞   |               | 総合優勝        |